# 镜州
镜州，唐朝时设置的州。
永徽年间置镜州，唐玄宗时改称祥州，州治设今云南省祥云县高官铺，领夷郎、賓唐、溪琳、琮連、池臨、野幷6县，各县今地不可考。先属戎州都督府，麟德元年（664年）改属姚州都督府。天宝九年（750年）入南诏后废。
今祥云县祥城镇华严村有镜州故城，存西、南两面夯土城墙，各长约200和400米，残高1.5－2米，厚约5米。